# إيميليو دي فيلوتا
إيميليو دي فيلوتا (بالإسبانية: Emilio de Villota)‏ مواليد 26 يوليو 1946 في مدريد، هو سائق فورملا 1 إسباني سابق كان قد بدأ مسيرته الاحترافية سنة 1976. كان أول سباق له هو سباق الجائزة الكبرى الإسباني 1976. خاض خلال مسيرته 15 سباقاً.

## سباقات شارك فيها
- لو مان 24 ساعة
- بطولة العالم للسيارات الرياضية